# Front Zachodni (II radziecki)

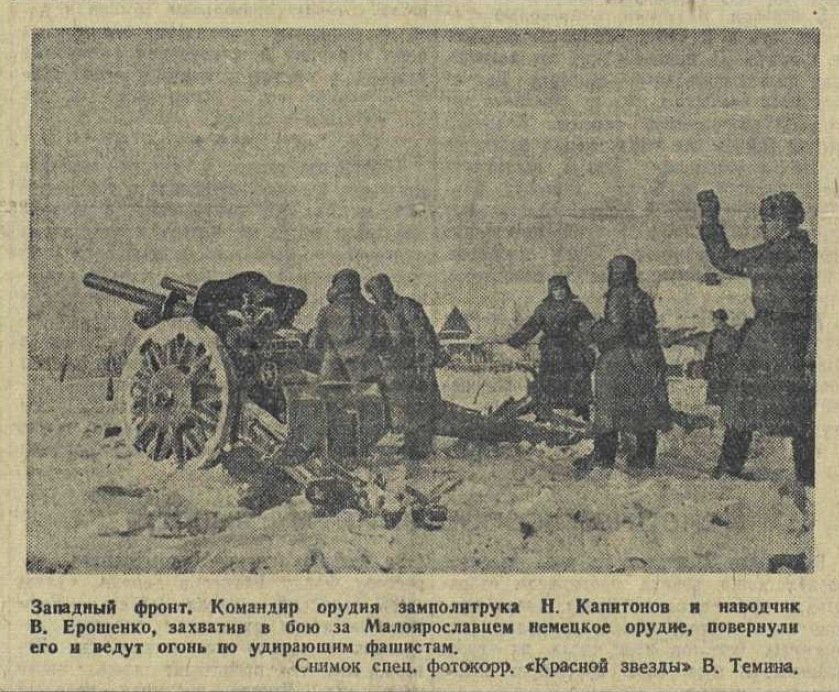
Żołnierze Frontu Zachodniego Armii Czerwonej, strzelają ze zdobycznego działa 10,5 cm leFH 18 w stronę oddziałów niemieckich. „Czerwona Gwiazda” numer 6, 8 stycznia 1942 roku

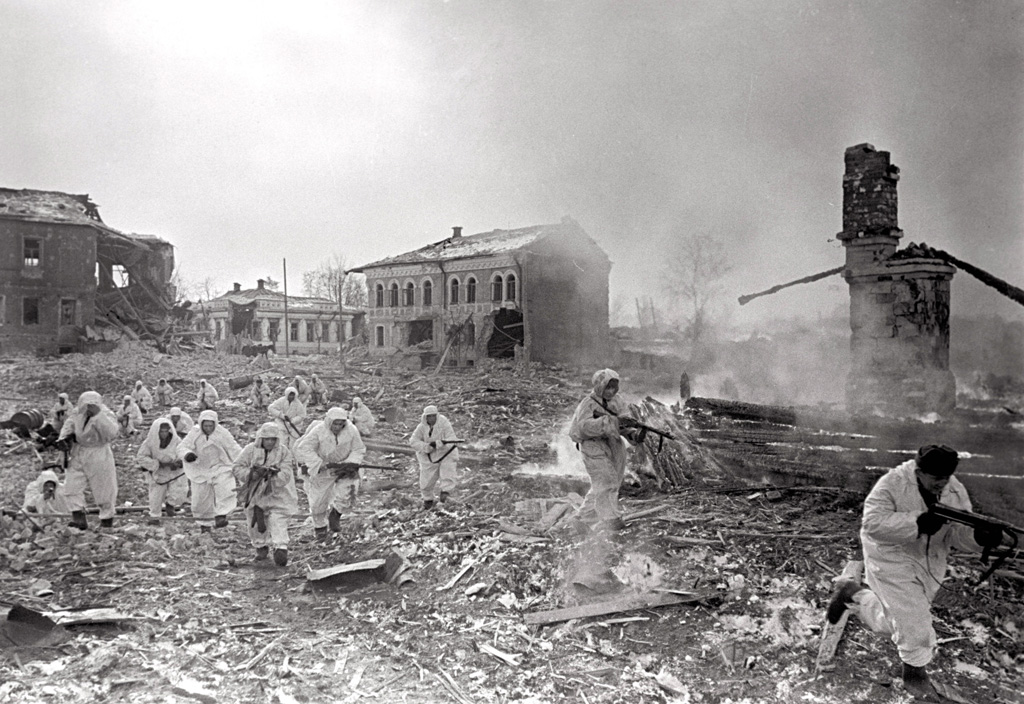
Żołnierze Frontu Zachodniego wkraczają do Juchnowa (1942)

Front Zachodni (ros. Западный фронт) – wyższy związek operacyjny Armii Czerwonej z okresu II wojny światowej.

## Historia
Utworzony prawdopodobnie 17 czerwca 1941 roku na bazie dowództwa i jednostek wojskowych Zachodniego Specjalnego Okręgu Wojskowego.
W czasie agresji III Rzeszy na ZSRR jednostki Frontu Zachodniego w składzie: 2 Korpus Strzelecki, 21 Korpus Strzelecki, 44 Korpus Strzelecki, 47 Korpus Strzelecki, 4 Korpus Powietrznodesantowy, 17 Korpus Zmechanizowany i 20 Korpus Zmechanizowany, rozwinięte były na linii: Augustów, Ostrołęka, Brześć, Włodawa. Atakowane były przez niemiecką Grupę Armii „Środek” i część Grupy Armii „Północ”. W pierwszych dniach wojny większość wojsk Frontu została okrążona pod Białymstokiem i Mińskiem (bitwa białostocko-mińska). Całkowicie rozbite zostały 24 dywizje. Na wschód wycofało się tylko 20 dywizji, które poniosły straty od 30 do 90% stanów wyjściowych. Wojska Frontu do 10 lipca 1941 roku zostały odrzucone 600 kilometrów od granicy. Według danych niemieckiej Grupy Armii „Środek” do niewoli trafiło 338,5 tysiąca żołnierzy oraz zostało zniszczone lub zdobyte 3188 czołgów i 1830 dział. Szacunkowe dane rosyjskie mówią o 80–100 tysiącach zabitych i rannych oraz 400–450 tysiącach „rozproszonych” . Front Zachodni stracił również 738 samolotów, z czego ponad połowa została zniszczona na lotniskach.
Klęska Frontu Zachodniego spowodowała, że dowódca lotnictwa generał major Iwan Kopiec 23 czerwca popełnił samobójstwo a 30 czerwca 1941 roku pozbawiono dowództwa wielu oficerów Frontu Zachodniego i surowo ukarano, wśród których byli: dowódca generał Dmitrij Pawłow (rozstrzelany 22 lipca 1941 roku), szef sztabu generał major Władimir Klimowskich (rozstrzelany), szef artylerii generał porucznik Nikołaj Klicz (rozstrzelany), szef łączności generał major Andriej Grigoriew (rozstrzelany), dowódca 4 Armii generał Aleksandr Korobkow (rozstrzelany), dowódca 14 Korpusu Zmechanizowanego generał major Stiepan Oborin (rozstrzelany), zastępca dowódcy lotnictwa generał major Andriej Tajurskin (rozstrzelany 23 lutego 1942 roku), członek Rady Wojennej generał porucznik Aleksandr Fominych (zdegradowany do stopnia pułkownika, stopień generała porucznika odzyskał dopiero w 1958 roku). Represji uniknęli dwaj najbardziej nieudolni generałowie z dowództwa Frontu: generał porucznik Iwan Bołdin i generał major Konstantin Gołubiew, którzy wydostali się z okrążenia, kiedy fala represji już opadła.
30 czerwca 1941 roku wojska Frontu broniły się na linii Połock – Borysów – Bobrujsk – Mozyrz. Linię frontu utrzymywały resztki jednostek, które wydostały się z kotła białostockiego oraz mińskiego, wsparte słuchaczami Bobrujskiej Szkoły Traktorowo-Samochodowej, Wileńskiej Szkoły Piechoty, Lepelskiej Szkoły Moździerzowej i Borysowskiej Szkoły Pancernej oraz Pińska Flotylla Wojenna. Do walki została skierowana również ostatnia rezerwa Frontu, 4 Korpus Powietrznodesantowy. W skład Frontu zostały również włączone koncentrujące się na wschodniej Białorusi (rejon Witebska, Mohylewa i Smoleńska) armie II rzutu strategicznego: 19 Armia, 20 Armia, 21 Armia i 22 Armia.
Na początku lipca w składzie Frontu były: 13 Armia, 16 Armia, 19 Armia, 20 Armia, 21 Armia i 22 Armia. 24 lipca ze składu Frontu wydzielono nowy Front Centralny. Front ponownie rozbity (okrążone 16, 19 i 20 Armia) w bitwie pod Smoleńskiem, zmuszony został do odwrotu na wschód od Smoleńska.
Na początku października 1941 roku w trakcie niemieckiej operacji „Tajfun” połowa wojsk Frontu uległa likwidacji w rejonie Wiaźmy (16 Armia, 19 Armia i 20 Armia), a druga połowa (22 Armia, 29 Armia i 30 Armia) została odrzucona na północny wschód i od 19 października 1941 roku została przejęta przez nowo powstały Front Kaliniński. W okresie 30 września – 13 listopada wraz z Frontem Rezerwowym, Północno-Zachodnim i Briańskim toczył walki obronne na dalekich przedpolach Moskwy. Od końca października do grudnia 1941 roku w skład Frontu weszły całkowicie nowe armie z rezerwy Naczelnego Dowództwa. 10 października w skład Frontu włączono Front Rezerwowy, a prawe skrzydło Frontu przeszło do Frontu Kalinińskiego.
Od 9 grudnia 1941 roku wraz z Frontem Kalinińskim i Południowo-Zachodnim wykonał udaną kontrofensywę pod Moskwą (skład Frontu: 1 Armia Uderzeniowa, 5 Armia, 10 Armia, 16 Armia, 20 Armia, 33 Armia, 43 Armia, 49 Armia i 50 Armia). Od stycznia do kwietnia 1942 roku prowadził nieskuteczne działania zaczepne w celu rozbicia Grupy Armii „Środek”.
W latach 1942–1943 Front Zachodni uczestniczył w szeregu źle przygotowanych i dowodzonych operacji w rejonie Rżewa, które w zamiarze Stawki miały doprowadzić do rozbicia Grupy Armii „Środek”. Operacje te to: operacja rżewsko-wiaziemska (1942), operacja w kierunku Briańska (lipiec 1942), operacja w kierunku Syczowki (lipiec-sierpień 1942), operacja Mars (25 listopada – 23 grudnia 1942). W trakcie drugiej operacji rżewsko-wiaziemskiej (marzec 1943) wykonanej wraz z Frontem Kalinińskim przeciw niemieckiej 9 Armii, Front Zachodni stracił wielką liczbę żołnierzy nie uzyskując powodzenia.
Lewe skrzydło Frontu w lipcu-sierpniu 1943 roku wzięło udział wraz z Frontem Briańskim i Centralnym w operacji orłowskiej stanowiącej ostatnią fazę bitwy na łuku kurskim. W czasie bitwy dowództwo frontu tworzyli następujący oficerowie: dowódca Wasilij Sokołowski, szef sztabu Aleksandr Pokrowski, członkowie Rady Wojennej Nikołaj Bułganin i Iwan Chochłow oraz szef zarządu politycznego Wasilij Makarow.
Między sierpniem a październikiem 1943 roku wykonał z powodzeniem kilka uderzeń w ramach operacji smoleńskiej mającej za cel odzyskanie Smoleńska, który odbił z rąk niemieckich w końcu września. Próby opanowania Witebska i Orszy nie powiodły się, a Front przeszedł do defensywy. Po koniec października 1943 roku prowadził walki obronne na linii: Newel, Witebsk, Gorki. Trwał w nich do 24 kwietnia 1944 roku, kiedy został zreorganizowany i przemianowany na 3 Front Białoruski. W tym czasie składał się z: 5, 31, 33, 39 i 49 Armii oraz 1 Armii Powietrznej.

## Jednostki polskie w składzie Frontu
W październiku 1943 roku w skład 33 Armii Frontu Zachodniego walczącego na Białorusi weszła 1 Dywizja Piechoty im. Tadeusza Kościuszki. W dniach 12–13 października dywizja walczyła pod Lenino atakując wojska niemieckie na kierunku Trygubowa-Połzuchy. Poniosła ciężkie straty wynoszące 23,7% stanu osobowego. W bitwie polegli między innymi: szeregowa Aniela Krzywoń, kapitan Władysław Wysocki, porucznik Mieczysław Kalinowski i porucznik Roman Paziński.

## Dowództwo Frontu
| Dowódcy frontu                                     | Dowódcy frontu                          |
| Stopień, imie i nazwisko                           | Okres                                   |
| -------------------------------------------------- | --------------------------------------- |
| generał armii Dmitrij Pawłow                       | około 20 czerwca 1941 – 30 czerwca 1941 |
| pełniący obowiązki marszałek Siemion Timoszenko    | 30 czerwca 1941 – 19 lipca 1941         |
| generał porucznik Andriej Jeriomienko              | 19–29 lipca 1941                        |
| marszałek Siemion Timoszenko                       | 30 lipca 1941 – 12 września 1941        |
| generał pułkownik Iwan Koniew                      | ? – 12 października 1941                |
| generał armii Gieorgij Żukow                       | 13 października 1941 – 26 sierpnia 1942 |
| generał pułkownik Iwan Koniew                      | 26 sierpnia 1942 – 27 lutego 1943       |
| generał pułkownik/generał armii Wasilij Sokołowski | 28 lutego 1943 – 15 kwietnia 1944       |
| generał pułkownik Iwan Czerniachowski              | ? – 24 kwietnia 1944                    |

## Struktura organizacyjna
Skład w czerwcu 1941 roku
- 3 Armia,
- 4 Armia,
- 10 Armia,
- 13 Armia oraz 4 Korpus Powietrznodesantowy.

Razem: 44 dywizje (w tym 12 pancerne i 6 zmotoryzowane, 2 kawalerii) oraz 3 brygady powietrznodesantowe.
Łącznie: 625 tysięcy żołnierzy i 2300 marynarzy Pińskiej Flotylli Wojennej.
W 1943 roku w skład Frontu Zachodniego wchodziła 1 Dywizja Piechoty im. Tadeusza Kościuszki ludowego Wojska Polskiego, jako jednostka 33 Armii.
Skład w 1944 roku
- 5 Armia,
- 10 Armia,
- 31 Armia,
- 33 Armia,
- 49 Armia,
- 1 Armia Powietrzna.